# Senyal de riuada
El Senyal de riuada és una obra de Vinebre (Ribera d'Ebre) inclosa a l'Inventari del Patrimoni Arquitectònic de Catalunya.

## Descripció
Situada en una casa entre mitgeres del carrer Serra.
L'edifici és d'una sola crugia i consta de quatre nivells d'alçat. S'hi accedeix per un portal d'arc de mig punt adovellat, amb una inscripció en un dels salmers, que marca el nivell on va arribar l'aigua en una riuada: "Dia 8 de octubre del añi 1787 arriba lo riu al peu de esta creu". A sota hi ha dues creus, una de les quals és patada. En arribar l'aigua a aquesta senyal, tot Vinebre quedaria inundat, llevat de les poques cases del carrer del Castell.

## Història
Els dies 8 i 9 d'octubre de 1787 el nivell del riu va pujar tant que va causar la mort de 183 persones i l'enrunament de 518 cases i 166 masies, a la zona compresa entre Riba-roja i el mar. El rei Carles III condonà per quatre anys la contribució als pobles riberencs.